# Bent Tomtum
Bent Tomtum (* 6. Februar 1949 in Vardal; † 15. Oktober 2001 in Gjøvik) war ein norwegischer Skispringer.
Seine ersten Medaillen gewann Tomtum bei den Norwegischen Meisterschaften 1967 in Voss. Auf der Normalschanze gewann er Gold und auf der Großschanze die Silbermedaille.
Seine internationale Karriere begann er am 31. Dezember 1967 beim Auftaktspringen zur Vierschanzentournee 1967/68 in Oberstdorf. Er beendete das Springen auf dem 6. Platz. Beim Neujahrsspringen in Partenkirchen wurde er Vierter und in Innsbruck Fünfter. In Bischofshofen erreichte er nur einen 21. Platz. Am Ende stand er jedoch trotzdem auf Platz vier der Tournee-Gesamtwertung.
Bei den Norwegischen Meisterschaften 1968 in Raufoss konnte er den Erfolg auf der Normalschanze wiederholen und gewann erneut Gold. Bei den Olympischen Winterspielen 1968 und der damit auch ausgetragenen Nordischen Skiweltmeisterschaft in Grenoble erreichte er den 5. Platz auf der Großschanze.
Letztmals trat er 1973 bei den Norwegischen Meisterschaften an, konnte jedoch nur noch die Bronzemedaille gewinnen und beendete anschließend seine aktive Wettkampfkarriere, nachdem er auch bei der Vierschanzentournee 1972/73 nur noch im hinteren Springerfeld landete.